# Eddy Antoine
Eddy Antoine (Puerto Príncipe; 27 de agosto de 1949) es un exfutbolista haitiano que jugó como centrocampista.

## Trayectoria
Después de debutar con el Racing CH en 1973, jugó en New Jersey Brewers en 1975 y retornó a su país al año siguiente. En 1978 estuvo con su compatriota Ernst Jean-Joseph en la Liga de América del Norte con el Chicago Sting, para luego retirarse con Racing en 1979.

## Selección nacional
Con la selección de Haití, disputó 13 juegos en competiciones organizadas por la FIFA, sin marcar un gol, entre 1973 y 1977. Jugó tres encuentros clasificatorios para el Mundial de 1974 y siete para el de 1978.
Apareció en el grupo seleccionado del Mundial de 1974 organizado en Alemania Federal, donde disputó los tres partidos: contra Italia, Polonia y Argentina.

### Participaciones en Copas del Mundo
| Mundial                        | Sede     | Resultado    |
| ------------------------------ | -------- | ------------ |
| Copa Mundial de Fútbol de 1974 | Alemania | Primera fase |

## Clubes
| Club                      | País           | Año       |
| ------------------------- | -------------- | --------- |
| Racing Haïtien            | Haití          | 1973-1979 |
| New York Brewers (cesión) | Estados Unidos | 1975      |
| Chicago Sting (cesión)    | Estados Unidos | 1978      |

## Palmarés

### Títulos internacionales
| Título                                | Equipo | Sede  | Año  |
| ------------------------------------- | ------ | ----- | ---- |
| Campeonato de Naciones de la Concacaf | Haití  | Haití | 1973 |